# Blade Runner 2049
Blade Runner 2049 är en amerikansk science fiction-film, regisserad av Denis Villeneuve och producerad av Ridley Scott. Det är en uppföljare till Blade Runner från 1982. I filmen medverkar skådespelarna Harrison Ford (som Rick Deckard), Ryan Gosling, Robin Wright, Dave Bautista, Sylvia Hoeks, Ana de Armas, Carla Juri, David Dastmalchian, Barkhad Abdi, Lennie James och Jared Leto. Filmen hade premiär 5 oktober 2017.
På Oscarsgalan 2018 vann filmen för bästa foto till Roger Deakins och bästa specialeffekter. Den nominerades även för bästa ljudredigering, bästa ljud och bästa scenografi men förlorade mot Dunkirk och The Shape of Water.

## Handling
Året är 2049, 30 år efter händelserna i den första filmen. Efter att ha "pensionerat" – dvs. dödat – replikanten Sapper Morton hittar blade runnern K en stållåda nedgrävd i Mortons trädgård. I stållådan hittas benresterna av en kvinna, och när man undersöker benresterna upptäcker man att kvinnan varit gravid. Kvinnan visar sig vara den gamle - och sedan 30 år tillbaka försvunne - blade runnern Rick Deckards gamla förälskelse Rachel. Men Rachel var ju replikant, så hur kunde hon bli gravid? 
K får order av sin chef att hitta och döda replikantbarnet eftersom det skulle bli anarki om allmänheten visste att replikanter kan födas på naturlig väg. Samtidigt vill även industrimagnaten Niander Wallace hitta replikantbarnet för att få reda på hur replikanter kan bli gravida så han kan föda upp egna replikanter. K börjar tro att han själv kan vara replikantbarnet, men den enda som kan hjälpa honom att få svar är Rick Deckard.

## Rollista
- Ryan Gosling – K (KD6-3.7) /Joe
- Harrison Ford – Rick Deckard
- Ana de Armas – Joi
- Sylvia Hoeks – Luv
- Robin Wright – Inspektör Joshi
- Mackenzie Davis – Mariette
- Jared Leto – Niander Wallace
- Carla Juri – Dr. Ana Stelline
- Lennie James – Mister Cotton
- Dave Bautista – Sapper Morton
- Sean Young – Rachel
- Edward James Olmos – Gaff
- Barkhad Abdi – Doc Badger
- Hiam Abbass – Freysa
- Wood Harris – Nandez
- David Dastmalchian – Coco
- Sallie Harmsen – Replikant som "föds"